# FA Women's Super League 1 2013
La FA Women's Super League 1 2013 è stata la terza edizione della massima divisione del campionato inglese femminile di calcio. Il campionato è iniziato il 14 aprile 2013 e si è concluso il 29 settembre. Il Liverpool ha vinto il campionato per la prima volta. Capocannoniere del torneo è stata Natasha Dowie con 13 reti realizzate.

## Stagione

### Formula
Le 8 squadre si affrontano in un girone all'italiana con partite di andata e ritorno, per un totale di 14 giornate. La squadra prima classificata è campione d'Inghilterra e le prime due classificate sono ammesse alla UEFA Women's Champions League mentre l'ultima retrocede in FA Women's Super League 2.

## Squadre partecipanti
| Club                    | Città               | Stadio                                  | Stagione 2011          |
| ----------------------- | ------------------- | --------------------------------------- | ---------------------- |
| Arsenal                 | Borehamwood         | Meadow Park                             | Campione d'Inghilterra |
| Birmingham City         | Stratford-upon-Avon | The DCS Stadium                         | 2º posto in FA WSL 1   |
| Bristol Academy         | Filton              | Stoke Gifford Stadium                   | 4º posto in FA WSL 1   |
| Chelsea                 | Staines-upon-Thames | Wheatsheaf Park                         | 6º posto in FA WSL 1   |
| Doncaster Rovers Belles | Doncaster           | Keepmoat Stadium                        | 7º posto in FA WSL 1   |
| Everton                 | Crosby              | The Arriva Park                         | 3º posto in FA WSL 1   |
| Lincoln City            | Lincoln             | Ashby Avenue                            | 5º posto in FA WSL 1   |
| Liverpool               | Skelmersdale        | Skelmersdale & Ormskirk College Stadium | 8º posto in FA WSL 1   |

## Classifica finale
Fonte: sito ufficiale
|  | Pos. | Squadra                 | Pt | G  | V  | N | P  | GF | GS | DR  |
|  | ---- | ----------------------- | -- | -- | -- | - | -- | -- | -- | --- |
|  | 1.   | Liverpool               | 36 | 14 | 12 | 0 | 2  | 46 | 19 | +27 |
|  | 2.   | Bristol Academy         | 31 | 14 | 10 | 1 | 3  | 30 | 20 | +10 |
|  | 3.   | Arsenal (-3)            | 30 | 14 | 10 | 3 | 1  | 31 | 11 | +20 |
|  | 4.   | Birmingham City         | 18 | 14 | 5  | 3 | 6  | 16 | 21 | -5  |
|  | 5.   | Everton                 | 15 | 14 | 4  | 3 | 7  | 23 | 30 | -7  |
|  | 6.   | Lincoln City            | 10 | 14 | 2  | 4 | 8  | 10 | 15 | -5  |
|  | 7.   | Chelsea                 | 10 | 14 | 3  | 1 | 10 | 20 | 27 | -7  |
|  | 8.   | Doncaster Rovers Belles | 6  | 14 | 1  | 3 | 10 | 9  | 42 | -33 |

Legenda:
      Campione d'Inghilterra e ammessa alla UEFA Women's Champions League 2014-2015
      Ammessa alla UEFA Women's Champions League 2014-2015
      Retrocessa in FA Women's Super League 2 2014
Note:
Tre punti a vittoria, uno a pareggio, zero a sconfitta.
L'Arsenal ha scontato 3 punti di penalizzazione per aver schierato una calciatrice squalificata.

## Risultati
|                         | Ars  | Bir  | Bri  | Che  | Don  | Eve  | Lin  | Liv  |
| ----------------------- | ---- | ---- | ---- | ---- | ---- | ---- | ---- | ---- |
| Arsenal                 | –––– | 2-0  | 0-0  | 2-1  | 3-1  | 5-0  | 0-4  | 0-0  |
| Birmingham City         | 1-3  | –––– | 0-2  | 2-1  | 1-0  | 2-1  | 2-4  | 1-1  |
| Bristol Academy         | 2-3  | 1-0  | –––– | 2-0  | 3-1  | 4-3  | 3-4  | 2-1  |
| Chelsea                 | 0-1  | 1-1  | 1-3  | –––– | 4-0  | 1-4  | 2-1  | 0-2  |
| Doncaster Rovers Belles | 0-6  | 0-3  | 3-4  | 0-4  | –––– | 1-1  | 0-9  | 1-0  |
| Everton                 | 1-2  | 0-0  | 2-3  | 3-2  | 2-2  | –––– | 1-4  | 1-0  |
| Lincoln City            | 0-3  | 4-1  | 2-0  | 4-3  | 2-0  | 4-2  | –––– | 3-2  |
| Liverpool               | 1-1  | 1-2  | 0-1  | 2-0  | 0-0  | 0-2  | 0-1  | –––– |

## Statistiche

### Classifica marcatrici
Fonte: sito ufficiale
| Gol |  |  | Giocatore       | Squadra         |
| --- |  |  | --------------- | --------------- |
| 13  |  |  | Natasha Dowie   | Liverpool       |
| 10  |  |  | Nicole Rolser   | Liverpool       |
| 9   |  |  | Natalia Pablos  | Bristol Academy |
| 8   |  |  | Louise Fors     | Liverpool       |
| 6   |  |  | Eniola Aluko    | Chelsea         |
| 6   |  |  | Danielle Carter | Arsenal         |
| 6   |  |  | Sofia Jakobsson | Chelsea         |
| 6   |  |  | Jordan Nobbs    | Arsenal         |
| 6   |  |  | Nikita Parris   | Everton         |

## Coppa di Lega

### Gruppo A
| Pos. | Squadra         | Pt | G | V | N | P | GF | GS | DR |
| ---- | --------------- | -- | - | - | - | - | -- | -- | -- |
| 1.   | Arsenal         | 7  | 3 | 2 | 1 | 0 | 7  | 4  | +3 |
| 2.   | Lincoln City    | 5  | 3 | 1 | 2 | 0 | 3  | 2  | +1 |
| 3.   | Birmingham City | 4  | 3 | 1 | 1 | 1 | 4  | 3  | +1 |
| 4.   | Bristol Academy | 0  | 3 | 0 | 0 | 3 | 2  | 7  | -5 |

### Gruppo B
| Pos. | Squadra                 | Pt | G | V | N | P | GF | GS | DR |
| ---- | ----------------------- | -- | - | - | - | - | -- | -- | -- |
| 1.   | Liverpool               | 7  | 3 | 2 | 1 | 0 | 6  | 1  | +5 |
| 2.   | Everton                 | 7  | 3 | 2 | 1 | 0 | 6  | 3  | +3 |
| 3.   | Doncaster Rovers Belles | 1  | 3 | 0 | 1 | 2 | 2  | 5  | -3 |
| 4.   | Chelsea                 | 1  | 3 | 0 | 1 | 2 | 2  | 7  | -5 |

### Fase finale
|  | Semifinali         | Semifinali         | Semifinali   |              |         | Finale  | Finale | Finale |  |
|  |                    |                    |              |              |         |         |        |        |  |
|  | Arsenal            | Arsenal            | 4            |              |         |         |        |        |  |
|  | Arsenal            | Arsenal            | 4            |              |         |         |        |        |  |
|  | Everton            | Everton            | 0            |              |         |         |        |        |  |
|  | Everton            | Everton            | 0            |              | Arsenal | Arsenal | 2      |        |  |
|  |                    |                    |              |              | Arsenal | Arsenal | 2      |        |  |
|  |                    |                    | Lincoln City | Lincoln City | 0       |         |        |        |  |
|  | Liverpool          | Liverpool          | Lincoln City | Lincoln City | 0       | 1(2)    |        |        |  |
|  | Liverpool          | Liverpool          |              |              |         |         |        |        |  |
|  | Lincoln City (dtr) | Lincoln City (dtr) | 1(4)         |              |         |         |        |        |  |